# Confederazione della Livonia
La Confederazione della Livonia fu una confederazione di stati che nacque nel 1419 e durò fino al 1560.
Era formata da cinque paesi: il territorio dei cavalieri portaspada, l'arcivescovato di Riga, il vescovato di Dorpat, il vescovado di Ösel-Wiek ed il vescovado di Curlandia.
Tale suddivisione, con alterne fortune, nacque per gestire le mire espansionistiche del clero tedesco e dei cavalieri teutonici, i quali delegarono la gestione dei Paesi baltici ai cavalieri portaspada, divenuti dal 1237 noti come Ordine di Livonia. Sempre dallo stesso anno, la Confederazione entrò a far parte dello Stato monastico dei cavalieri teutonici pur venendo amministrata dall'Ordine di Livonia. Nato come branca, tale gruppo cavalleresco riuscì a garantirsi una pressoché completa autonomia dalla Prussia e dall'Hochmeister dopo il 1410. Le vicende che coinvolsero i livoniani riguardarono essenzialmente le continue lotte di potere con le arcidiocesi e i vescovadi locali (soprattutto per la capitale Riga) e con i domini confinanti, in primis Granducato di Lituania, assai coinvolto nelle vicende della Confederazione di Livonia soprattutto nei primi secoli di vita della stessa, e i russi di Novgorod, Pskov e Granducato di Mosca.

## Storia

### Terra Mariana
La confederazione della Livonia fu frutto di un processo nato secoli prima e avviato dal legato pontificio Guglielmo di Modena nel 1228, incaricato di giungere a un compromesso tra la Chiesa e i cavalieri portaspada, ambedue guidate da tedeschi, dopo che questi avevano conquistato e sottomesso i territori di tribù indigene: Estoni, Livoni, Letgalli, Selonici, Semigalli e Curlandi. Queste terre sottomesse divennero note come Terra Mariana. La formula prescelta fu che un terzo delle terre andasse all'ordine religioso cavalleresco ed i due terzi restanti alla Chiesa. In realtà, la maggior parte del territorio era controllato dall'Ordine di Livonia (il quale subentrò ai portaspada nel 1237): tale situazione politica generò perenni contrasti con i vescovi e le città anseatiche, che misero a dura prova la vita della Confederazione, una delle più prolifere regioni dello Stato monastico dei cavalieri teutonici. Dal 1346, si ebbe l'annessione del Ducato di Estonia dalla corona danese.

### Costituzione della Confederazione
Per tentare di arginare i contrasti interni, nel 1419 fu creato il Landtag, ossia un Parlamento. La città di Walk fu scelta per ospitare questo organo. A tale evento si ricollega la costituzione della Confederazione, quando la guida dei cavalieri di Livonia era Siegfried Lander von Spanheim. Tuttavia, ciò non comportò la cessazione delle ostilità.
Tutti e cinque i piccoli stati sopraccitati cessarono di esistere durante la Guerra di Livonia (1558-82). L'Ordine livoniano fu dissolto dal Patto di Wilno nel 1560. L'anno seguente, il Landtag decise di chiedere aiuto a Sigismondo II, re di Polonia e Granduca di Lituania. Con la fine del governo dell'ultimo arcivescovo di Riga Guglielmo di Brandeburgo, Riga divenne una città libera dell'Impero.